# Charlestown (Manchester)
Charlestown – dzielnica miasta Manchester, w Anglii, w hrabstwie Wielki Manchester, w dystrykcie metropolitalnym Manchester. W 2011 roku dzielnica liczyła 14 332 mieszkańców.